# Augusta Déjerine-Klumpke
Augusta Déjerine-Klumpke (født 15. oktober 1859 i San Francisco, død 5. november 1927 i Paris) var en amerikansk født, fransk læge. Hun var en af de første kvinder, der arbejdede som forsker på et hospital i Paris. 
Hun var gift med Joseph Jules Dejerine og er kendt for sit arbejde med neuroanatomi. Hun har lagt navn til den engelske betegnelse Klumpke paralysis (obstetrisk plexus brachialis-læsion). Blandt hendes søskende var maleren Anna Elizabeth Klumpke og astronomen Dorothea Klumpke.